# راسلمينيا 1
راسلمينيا 1 وهو أول عرض راسلمينيا يقام في اتحاد الدبليو دبليو اف \ دبليو دبليو أي عرض المهرجان في 31 مارس 1985 في مدينة نيويورك في الولايات المتحدة الأمريكية .

## المباريات والنتائج
| رقم المباراة | المباراة                                                       | شرط المباراة                                        |
| ------------ | -------------------------------------------------------------- | --------------------------------------------------- |
| 1            | تيتو سانتانا يهزم بادي روز                                     | مباراة فردية                                        |
| 2            | كينغ كونغ بوندي يهزم اس دي جونز                                | مباراة فردية                                        |
| 3            | ريكي ستيبوت يهزم مات بورن                                      | مباراة فردية                                        |
| 4            | بروتوس بيفكيك ضد دايفيد سامارتينو                              | مباراة فردية انتهت بالاقصاء                         |
| 5            | جانك ياردوج يهزم غريغ فالنتين                                  | دبليو دبليو أف القارات للوزن الثقيل                 |
| 6            | ذا آيرون شيك ونيكولاي فولكوف يهزمان باري ويندهام ومايك روتوندا | مباراة على بطولة دبليو دبليو أف للفرق               |
| 7            | أندريه العملاق يهزم بيغ جون ستود                               | مباراة فردية                                        |
| 8            | ويندي ريشتر تهزم ليلاني كاي                                    | مباراة علي بطولة سيدات دبليو دبليو أف               |
| 9            | هولك هوجان ومستر تي يهزمان بول أورندورف و رودي بايبر           | مباراة زوجية الحكمين الخاصين محمد علي و بات باترسون |

## روابط خارجية
- راسلمينيا 1 على موقع IMDb (الإنجليزية)
- راسلمينيا 1 على موقع قاعدة بيانات الفيلم (الإنجليزية)
- راسلمينيا 1 على موقع كينوبويسك (الروسية)
- The Official Website of WrestleMania 1985 (I)